# Nationale Arbeidspartij
De Nationale Arbeidspartij (Hongaars: Nemzeti Munkapárt) was een politieke partij in het Koninkrijk Hongarije tussen 1910 en het einde van de Eerste Wereldoorlog. De partij werd op 19 februari 1910 opgericht door István Tisza ter opvolging van de Liberale Partij, en de partij won meteen een meerderheid in de Rijksdag bij de verkiezingen in 1910. De voorzitter van de partij was László Lukács, die ook premier van Hongarije was van 1912 tot 1913.